# Ga Dongnimmun
Ga Dongnimmun (Tiếng Hàn: 독립문역, Hanja: 獨立門驛) là ga tàu điện ngầm của Tàu điện ngầm vùng thủ đô Seoul tuyến 3 ở Tongil-ro, Seodaemun-gu, Seoul. Nó có tên là do nó nằm gần Cổng Độc Lập.

## Lịch sử
- 13 tháng 9 năm 1983: Tên ga được quyết định là Ga Dongnimmun[2]
- 12 tháng 7 năm 1985: Việc kinh doanh bắt đầu với việc khai trương đoạn Gupabal ~ Dongnimmun của Tàu điện ngầm Seoul tuyến 3
- 18 tháng 10 năm 1985: Đoạn giữa Dongnimmun ~ Yangjae được thông xe và trở thành ga trung gian[3]

## Bố trí ga
| Muakjae ↑       |
| S/B N/B \|      |
| ↓ Gyeongbokgung |

| Hướng Bắc | ●Tuyến 3 | ← Hướng đi Bulgwang · Yeonsinnae · Gupabal · Jichuk · Daehwa |
| Hướng Nam | ●Tuyến 3 | → Hướng đi Gyeongbokgung · Chungmuro · Dogok · Ogeum →       |

## Xung quanh nhà ga
| Lối ra \| 나가는 곳 \| Exit \| 出口 | Lối ra \| 나가는 곳 \| Exit \| 出口 | Ghi chú       |
| ----------------------------------- | --- | ------------- |
| 1                                   | Bệnh viện Seran, Inwangsan I'PARK |               |
| 2                                   | Trung tâm cộng đồng Muak-dong, Inwangsan 2nd I'PARK |               |
| 3                                   | Trường trung học cơ sở, trung học Daesin, Trường tiểu học Seoul Dongnimmun |               |
| 3-1                                 | Muak Hyundai APT, Gyeonghuigung LOTTE CASTLE | Có thang cuốn |
| 4                                   | Công viên Độc lập Seodaemun, Dongnimmun, Dongnimmun Geukdong APT, Dongnimmun Samho APT, Trung tâm cộng đồng Jayeon-dong                                                        | Có thang cuốn |
| 5                                   | Trường trung học khoa học Hansung (trước đây là trường trung học Seodaemun), 1st Security Group, Dongnimmun Parkville APT, Nhà tưởng niệm Chính phủ lâm thời quốc gia Hàn Quốc |               |

## Hình ảnh

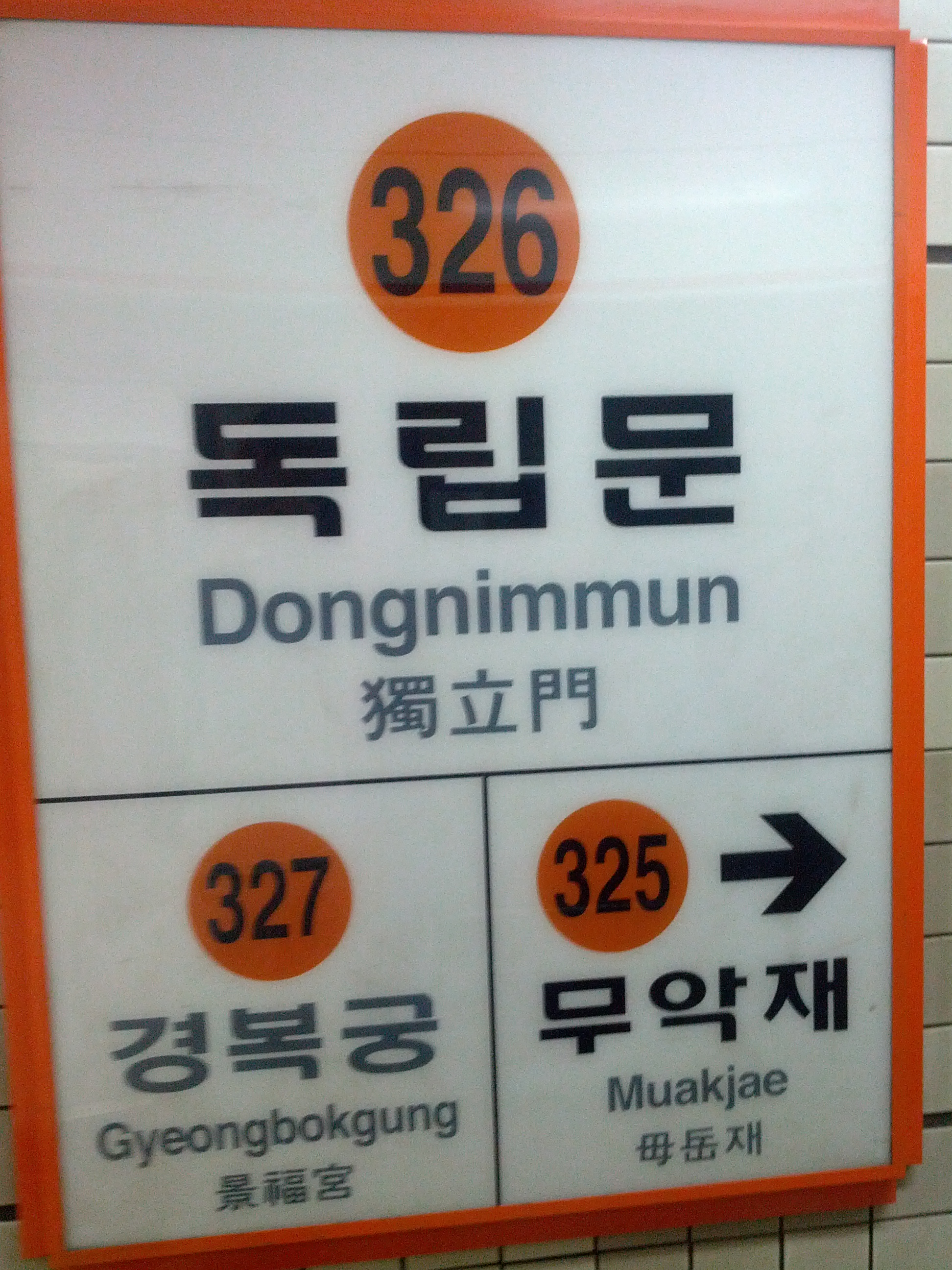
Bảng tên ga
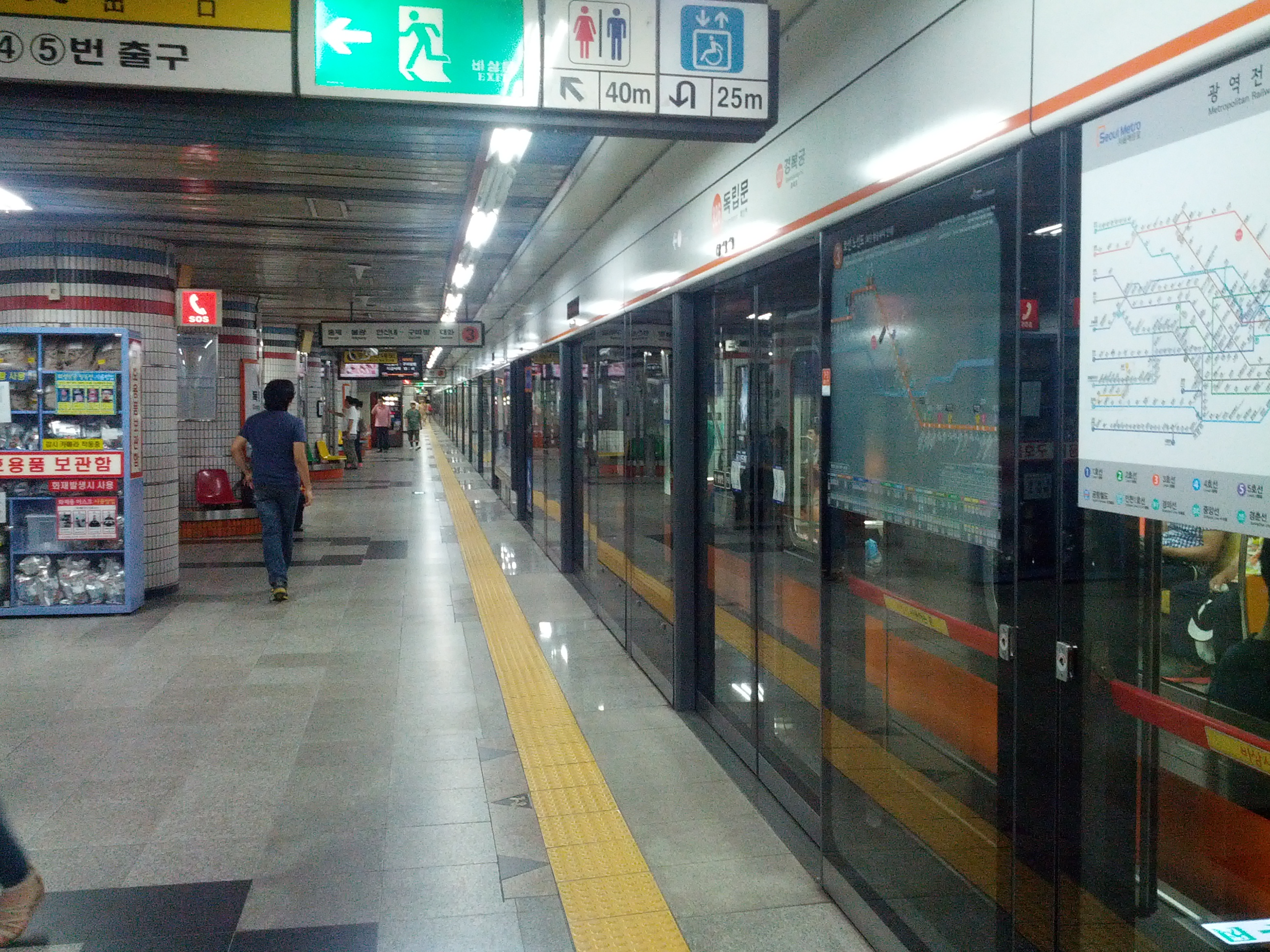
Sân ga
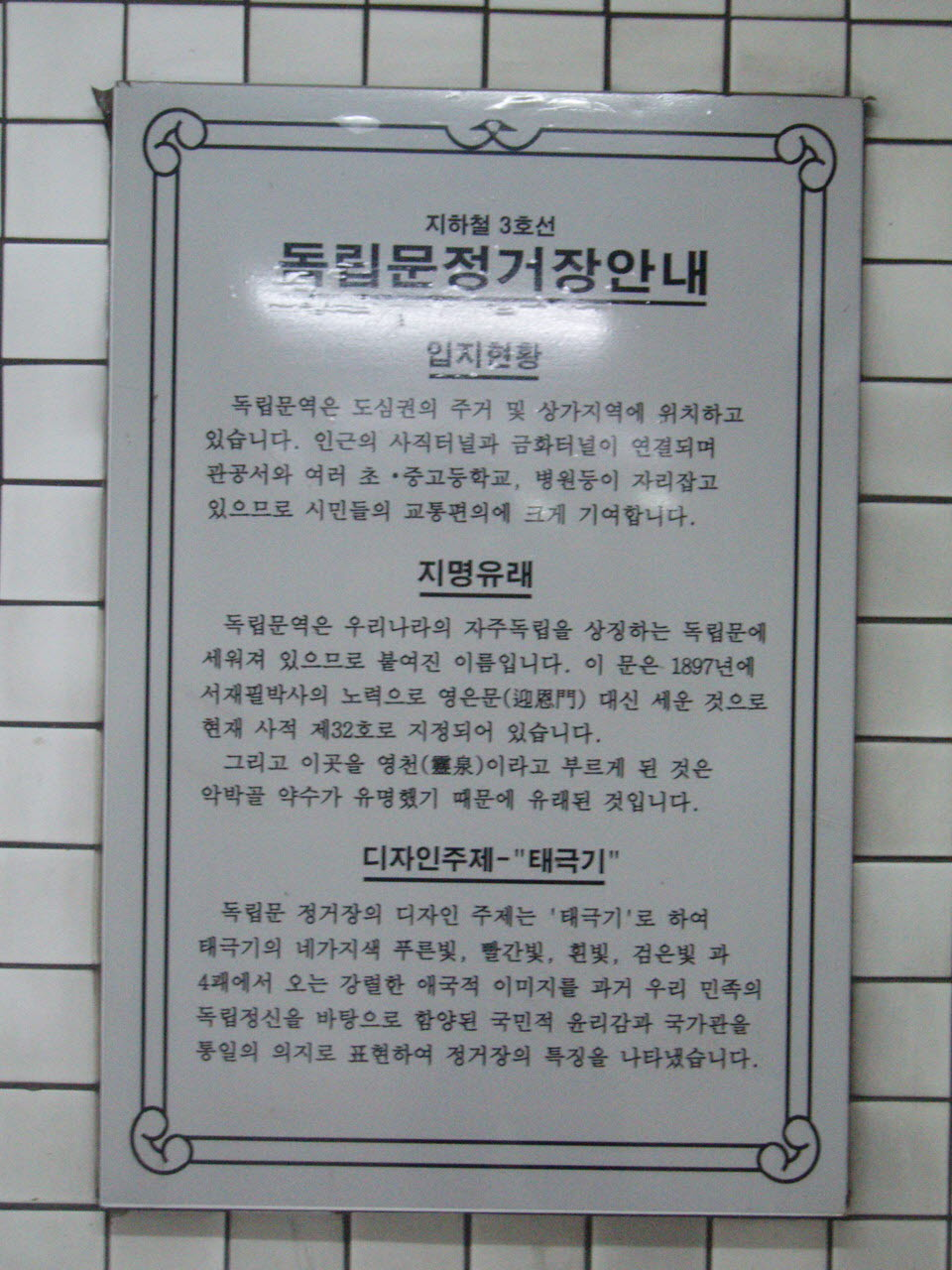
Thông tin về ga Dongnimmun được lắp trong nhà ga
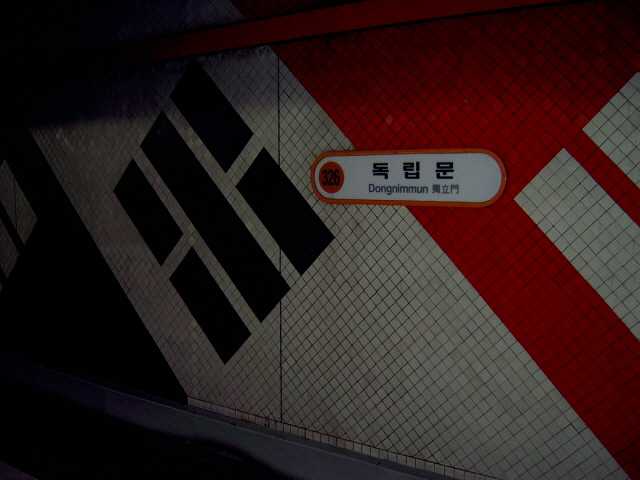
Bảng tên ga (Trước khi lắp đặt cửa chắn)